# 아시안 커넥션
《아시안 커넥션》(The Asian Connection)은 미국에서 제작된 다니엘 지릴리 감독의 2016년 액션, 범죄 영화이다. 스티븐 시걸 등이 주연으로 출연하였다.

## 출연
- 스티븐 시걸